# Monja Roindefo
Monja Roindefo Zafitsimivalo (n. 1965) es un político y ex primer ministro de Madagascar. El 7 de febrero de 2009 un movimiento de oposición liderado por Andry Rajoelina depuso al entonces presidente Marc Ravalomanana e implantó un gobierno de transición. Este gobierno confirmó a Monja Roindefo como primer ministro el 17 de marzo de 2009. En octubre se llegó a un acuerdo con la oposición y Roindefo fue sustituido por un primer ministro de consenso, Eugène Mangalaza.

## Biografía
Roindefo Monja toma la iniciativa de la fiesta MONIMA después de la muerte de su padre en 1994.
Intenta postularse en las elecciones presidenciales de diciembre de 2006 en Madagascar con los colores de su partido, Monima Ka Mivimbio, pero está excluido por defecto del papel para imprimir la boleta.
El 7 de febrero de 2009, fue nombrado "Primer Ministro" de la Autoridad de Transición de Alta Insurgencia establecida por Andry Rajoelina, el joven alcalde de Antananarivo que inició un movimiento de protesta que llevó a la renuncia del Presidente Marc. Ravalomanana [2], [3].
Fue nombrado oficialmente primer ministro el 17 de marzo de 2009 cuando, después de varios meses de conflicto, el presidente Marc Ravalomanana disolvió el gobierno del general Rabemananjara y se exilió después de haber entregado sus poderes a una junta militar presidida por "el más antiguo en el rango de más alto, todas las armas combinadas, "el vicealmirante Hippolyte Rarison Ramaroson [4], [5]; que transfiere el poder supremo a Andry Rajoelina, quien oficialmente se convierte en presidente de la Alta Autoridad de Transición [6] y confirma a Monja Roindefo en su cargo. Sin embargo, fue reemplazado el 10 de octubre de 2009 por Eugene Mangalaza, antes de la organización de las elecciones planeadas en dos años, luego de los acuerdos de Maputo negociados entre los cuatro movimientos políticos del país.
Él se está postulando en las elecciones presidenciales de 2013, donde recibe solo unos pocos votos.